# Gasaustausch
Gasaustausch (auch Gaswechsel genannt) ist ein physikalischer Vorgang, bei dem sich Gase zwischen zwei (manchmal durch eine permeable Membran, manchmal durch Öffnungen oder Poren getrennte) Kompartimenten räumlich neu verteilen. Gasaustausch findet im Rahmen der Atmung als Transport von Atemgasen zwischen dem umgebenden Außenmedium (Luft, Wasser) und den verstoffwechselnden Zielzellen statt. Der Gasaustausch kann durch Muskelarbeit aktiv unterstützt werden. In der Klimatechnik wird Gasaustausch primär über Ventilatoren erzielt, aber auch die Abwärme kann in geeigneter Weise für den Gasaustausch genutzt werden. 
Von Gasaustausch wird auch gesprochen, wenn es sich um Gase handelt, die in Flüssigkeiten physikalisch gelöst sind (Beispiel: Aufnahme von Sauerstoff aus Wasser durch Kiemen ins Blut).
Bei mehrzelligen differenzierten Organismen sind oft spezielle Organe als Teil der äußeren Atmung für den Gasaustausch und dessen aktive Unterstützung verantwortlich. Als äußere Atmung werden dabei alle diejenigen Teile des Organismus bezeichnet, die für den Gasaustausch und -transport zwischen Umgebungsmedium und Zielzellen verantwortlich sind.

## Faktoren, die den Gasaustausch beeinflussen
Der Austausch über eine Grenzschicht (in der Biologie: Membran) bedingt eine für diese Stoffe möglichst ungehinderte Durchlässigkeit (Permeabilität, meist eine Semipermeabilität). Außerdem ist wesentlich, um den Austausch zu begünstigen, über eine möglichst große Membranoberfläche zu verfügen.
- Permeabilität der Membran für die auszutauschenden Gase
- Fläche der Membran
- Membrandicke (= Diffusionsstrecke)
- Temperatur (beeinflusst die Geschwindigkeit der Moleküle der auszutauschenden Substanzen)
- Konzentrationsunterschied in den beiden durch die Membran getrennten Räumen: je höher der Unterschied, desto rascher findet der passive Gasaustausch statt.
- Atemzeitvolumen des Organismus (aktive äußere Atmung). Bei normaler Atmung in Ruhe werden vom Menschen pro Liter Atemluft ungefähr 170 ml Sauerstoff eingeatmet und 130 ml wieder abgeatmet. Der Anteil des ausgeatmeten Sauerstoffs steigt mit höherem Atemzeitvolumen und sinkt mit erhöhtem Sauerstoffbedarf.

Die meisten Organismen können den Gasaustausch entsprechend ihrem Bedarf muskulär (aktiv) steigern, gesteuert mithilfe hormonaler und/oder nervöser Stimulation (siehe: Atmung).

## Physik
Der Gasaustausch durch eine Membran erfolgt immer passiv über Diffusion. Die Diffusion von Gasen durch eine ideal permeable Membran (= Öffnung oder Pore) erfolgt entlang bestehender Partialdruckdifferenzen in der Richtung einer Erhöhung der Entropie (Zustandsgröße der Thermodynamik): von Bereichen mit hoher Konzentration breiten sie sich zu Bereichen mit niedrigerer Konzentration aus, bis im Idealfall überall die gleiche Konzentration herrscht.

## Pulmonaler Gasaustausch

Gasaustausch von einer Alveole aufs Blut

In der Physiologie der Lungenatmer ist mit Gasaustausch im Wesentlichen die Aufnahme von Sauerstoff aus dem Alveolarraum der Lungen über die alveolokapilläre Membran in das Blut und Gewebe sowie – in umgekehrter Richtung – die Abgabe von Kohlenstoffdioxid gemeint.
Der Sauerstofftransport erfolgt dabei mit von etwa 155 bis auf unter 5 mmHg abnehmendem Partialdruck von der Atmosphäre und die Inspirationsluft über die Alveolarluft und das arterielle Blut zum gemischtvenösen Blut und von dort in die Zellen. Den umgekehrten Weg nimmt mit von über 45 mmHg bis auf Null absteigendem Partialdruck das Kohlendioxid.
Der alveoläre Gasaustausch erfolgt passiv über Diffusionsvorgänge durch die alveolokapilläre Membran sowie die Molekularbewegung in den Lungenbläschen.
Ein optimaler Gasaustausch liegt in der Alveole vor, wenn das Verhältnis von Ventilation zu Perfusion 0.8 beträgt. Praktisch beurteilt wird der Gasaustausch unter anderem durch die Messung des arteriellen Sauerstoff-Partialdrucks.